# Pecado impudicus
Pecado impudicus là một loài nhện trong họ Linyphiidae.
Loài này thuộc chi Pecado. Pecado impudicus được J. Denis miêu tả năm 1945.